# Cristina Alarcón
Cristina García Alarcón (Granada; 19 de septiembre de 1986), más conocida como Cristina Alarcón, es una actriz española conocida por su participación regular en series de televisión como B&B de Telecinco y Vergüenza de Movistar+.

## Biografía
Debutó en televisión a los 15 años de edad como presentadora del programa El club Megatrix, emitido en Antena 3. Se dio a conocer como actriz gracias a la serie de gran éxito Arrayán de Canal Sur, donde interpretó a Paula entre 2006 y 2008.
Una vez instalada en Madrid, se forma en distintas escuelas de danza e interpretación, como en la de Juan Codina o Carmen Roche. Más tarde estrena, en La Casa de la Portera, el montaje Iván-Off de José Martret, una adaptación de Ivanov de Chéjov, en la que Cristina da vida a Sara Leyva. La obra le reporta críticas excelentes y le abre las puertas al audiovisual nacional.
Su primer papel protagonista es en la ficción de Telecinco B&b, de boca en boca, donde la actriz interpretó a Clara Bornay, la jefa de estilismo de una revista ficticia en cuya redacción se centran las tramas. Alarcón formó parte del reparto protagonista durante las dos temporadas que la serie estuvo en emisión. En 2015 debutó en el cine con la película El país del miedo del director Francisco Espada, la cual se proyectó en el Festival de Málaga.
En 2018 tuvo apariciones capitulares en las series La verdad, de Telecinco, y Arde Madrid, de Movistar+. Ese mismo año se incorporó al reparto de la segunda temporada de la serie Vergüenza, también de Movistar+. En febrero de 2019 estrenó la comedia Bajo el mismo techo, dirigida por Juana Macías y protagonizada por Silvia Abril y Jordi Sánchez.

## Filmografía

### Series
| Año         | Título                   | Cadena         | Personaje             | Datos        |
| ----------- | ------------------------ | -------------- | --------------------- | ------------ |
| 2006 - 2008 | Arrayán                  | Canal Sur      | Paula Villar          | 34 episodios |
| 2013        | Aída                     | Telecinco      | Blanca Gómez          | 1 episodio   |
| 2014 - 2015 | B&b, de boca en boca     | Telecinco      | Clara Bornay Miralles | 29 episodios |
| 2018        | La verdad                | Telecinco      | Luisa                 | 1 episodio   |
| 2018        | Arde Madrid              | #0 (Movistar+) | Carmen Cervera        | 1 episodio   |
| 2018        | Vergüenza                | #0 (Movistar+) | Sonia                 | 5 episodios  |
| 2019        | Secretos de estado       | Telecinco      | Leticia Milán         | 1 episodio   |
| 2020        | Diarios de la cuarentena | La 1           | Cristina              | 8 episodios  |

### Películas
| Año  | Título              | Personaje     | Dirección        |
| ---- | ------------------- | ------------- | ---------------- |
| 2015 | El país del miedo   | Susana Martín | Francisco Espada |
| 2019 | Bajo el mismo techo | Lorena        | Juana Macías     |

### Teatro
- Iván-Off (2012) como Sara Leyva, dirigida por José Martret.

## Vida privada
En septiembre de 2017 contrajo matrimonio en Granada con el también actor José Luis García tras cuatro años de relación. En otoño de 2018, la actriz anunció a través de sus redes sociales que estaba embarazada de su primer hijo. Alarcón dio a luz a un varón, Paco, en abril de 2019 en Madrid. El 23 de septiembre de 2022 la pareja dio la bienvenida a su segundo hijo al que llamaron José Luis.